# Mycetophila signatoides
Mycetophila signatoides es una especie de mosquito del género Mycetophila, categorizada en la tribu Mycetophilini, subfamilia Mycetophilinae.

## Distribución
Se distribuye por Europa: Reino Unido, Noruega, Finlandia, Suecia, Estonia, Italia, Alemania, Chequia, Irlanda y Rusia.

## Taxonomía
Fue descrita por Dziedzicki en 1884.
Tratamiento taxonómico
La especie aparece registrada y publicada en Przyczynek do fauny owadow dwuskrzydlych. Gatunki rodzajow: Mycothera, Mycetophila, Staegeria. Pam. Fizyogr. 4: 298-324, pls. 5-9.